# Сливо-Поле
Сливо-Поле (болг. Сливо поле) — город в Болгарии. Находится в Русенской области, входит в общину Сливо-Поле. Население составляет 3295 человек (2022).

## Политическая ситуация
Кмет (мэр) общины Сливо-Поле — Георги Стефанов Големански (коалиция партий:  Болгарская социалистическая партия, Национальное движение «Симеон Второй», Движение за социальный гуманизм, ВМРО — Болгарское национальное движение, «Болгарская социал-демократия») по результатам выборов в правление общины.